# Mechmed Feraim
Mechmed Zejti Feraim (bg. Мехмед Зейти Фераим; ur. 19 marca 1993)  – bułgarski zapaśnik walczący w stylu wolnym.
Ósmy na mistrzostwach świata w 2014. Czternasty w mistrzostwach Europy w  2017. Dziewiąty w Pucharze Świata w 2013 i czternasty w 2012. Brązowy medalista MŚ juniorów w 2013 roku.